# Liste der Nummer-eins-Hits in Finnland (2019)
Dies ist eine Liste der Nummer-eins-Hits in Finnland im Jahr 2019. Sie basiert auf den offiziellen Single Top 20 und den Album Top 50, die im Auftrag von Musiikkituottajat, der finnischen Landesgruppe der IFPI, erstellt werden.

## Singles
| ← 2018 ← | Liste der Nummer-eins-Hits in Finnland | Liste der Nummer-eins-Hits in Finnland | Liste der Nummer-eins-Hits in Finnland | 2020 →                    |
| \| Zeitraum \| Wo. ges. \| Interpret \| Titel Autor(en) \| Zusätzliche Informationen \| \| (Zeitraum, Wochen auf Platz eins, Interpret, Titel, Autor[en], zusätzliche Informationen) \| \| \| \| \| \| ----------------------------------------------------------------------------------------- \| -------- \| ----------------------------- \| ----------------------------------------------------------------------------------------------------------------------------------------------------------------------- \| ------------------------- \| \| 30. Dezember 2018 – 5. Januar 2019 1 Woche (insgesamt 2) \| 2 \| Mariah Carey \| All I Want for Christmas Is You Mariah Carey, Walter Afanasieff \| – \| \| 6. Januar 2019 – 12. Januar 2019 1 Woche \| 1 \| Post Malone \| Wow. Austin Post, Louis Bell, Adam Feeny, Billy Walsh \| – \| \| 13. Januar 2019 – 26. Januar 2019 2 Wochen \| 2 \| Teflon Brothers \| Harmaa rinne \| – \| \| 27. Januar 2019 – 23. Februar 2019 4 Wochen \| 4 \| Ariana Grande \| 7 Rings Ariana Grande, Charles Anderson, Kimberly Krysiuk, Michael Foster, Njomza Vitia, Oscar Hammerstein II, Richard Rodgers, Tayla Parx, Tommy Brown, Victoria Monét \| – \| \| 24. Februar 2019 – 13. April 2019 7 Wochen (insgesamt 11) \| 11 \| JVG \| Ikuinen vappu \| – \| \| 14. April 2019 – 20. April 2019 1 Woche \| 1 \| Billie Eilish \| Bad Guy Billie O’Connell, Finneas O’Connell \| – \| \| 21. April 2019 – 27. April 2019 1 Woche \| 1 \| Avicii feat. Aloe Blacc \| SOS Albin Nedler, Kristoffer Fogelmark, Tim Bergling, Tameka Cottle, Kandi Burruss, Kevin Briggs \| – \| \| 28. April 2019 – 18. Mai 2019 3 Wochen (insgesamt 11) \| 11 \| JVG \| Ikuinen vappu \| – \| \| 19. Mai 2019 – 1. Juni 2019 2 Wochen \| 2 \| Ed Sheeran & Justin Bieber \| I Don’t Care Ed Sheeran, Justin Bieber, Max Martin, Shellback, Jason Boyd, Fred Gibson \| – \| \| 2. Juni 2019 – 8. Juni 2019 1 Woche (insgesamt 11) \| 11 \| JVG \| Ikuinen vappu \| – \| \| 9. Juni 2019 – 6. Juli 2019 4 Wochen \| 4 \| JVG \| Frisbee \| – \| \| 7. Juli 2019 – 17. August 2019 6 Wochen \| 6 \| Shawn Mendes & Camila Cabello \| Señorita Shawn Mendes, Camila Cabello, Andrew Wotman, Benjamin Levin, Ali Tamposi, Charlotte Emma Aitchison, Jack Patterson, Magnus August Høiberg \| – \| \| 18. August 2019 – 31. August 2019 2 Wochen \| 2 \| Pyhimys \| Muistuta mua \| – \| \| 1. September 2019 – 2. November 2019 9 Wochen \| 9 \| Tones and I \| Dance Monkey Toni Watson \| – \| \| 3. November 2019 – 9. November 2019 1 Woche (insgesamt 9) \| 9 \| Behm \| Hei rakas Rita Marketta Behm \| – \| \| 10. November 2019 – 23. November 2019 2 Wochen \| 2 \| Pyhimys \| V!@%#mikko \| – \| \| 24. November 2019 – 28. Dezember 2019 5 Wochen (insgesamt 9) \| 9 \| Behm \| Hei rakas Rita Marketta Behm \| – \| \| 29. Dezember 2019 – 4. Januar 2020 1 Woche (insgesamt 2) \| 2 \| Mariah Carey \| All I Want for Christmas Is You Mariah Carey, Walter Afanasieff \| – \| |                                        |                                        | |                           |
| ← 2018 |                                        |                                        | | → 2020 →                  |
| Zeitraum | Wo. ges.                               | Interpret                              | Titel Autor(en) | Zusätzliche Informationen |
| (Zeitraum, Wochen auf Platz eins, Interpret, Titel, Autor[en], zusätzliche Informationen) |                                        |                                        | |                           |
| 30. Dezember 2018 – 5. Januar 2019 1 Woche (insgesamt 2) | 2                                      | Mariah Carey                           | All I Want for Christmas Is You Mariah Carey, Walter Afanasieff | –                         |
| 6. Januar 2019 – 12. Januar 2019 1 Woche | 1                                      | Post Malone                            | Wow. Austin Post, Louis Bell, Adam Feeny, Billy Walsh | –                         |
| 13. Januar 2019 – 26. Januar 2019 2 Wochen | 2                                      | Teflon Brothers                        | Harmaa rinne | –                         |
| 27. Januar 2019 – 23. Februar 2019 4 Wochen | 4                                      | Ariana Grande                          | 7 Rings Ariana Grande, Charles Anderson, Kimberly Krysiuk, Michael Foster, Njomza Vitia, Oscar Hammerstein II, Richard Rodgers, Tayla Parx, Tommy Brown, Victoria Monét | –                         |
| 24. Februar 2019 – 13. April 2019 7 Wochen (insgesamt 11) | 11                                     | JVG                                    | Ikuinen vappu | –                         |
| 14. April 2019 – 20. April 2019 1 Woche | 1                                      | Billie Eilish                          | Bad Guy Billie O’Connell, Finneas O’Connell | –                         |
| 21. April 2019 – 27. April 2019 1 Woche | 1                                      | Avicii feat. Aloe Blacc                | SOS Albin Nedler, Kristoffer Fogelmark, Tim Bergling, Tameka Cottle, Kandi Burruss, Kevin Briggs                                                                        | –                         |
| 28. April 2019 – 18. Mai 2019 3 Wochen (insgesamt 11) | 11                                     | JVG                                    | Ikuinen vappu | –                         |
| 19. Mai 2019 – 1. Juni 2019 2 Wochen | 2                                      | Ed Sheeran & Justin Bieber             | I Don’t Care Ed Sheeran, Justin Bieber, Max Martin, Shellback, Jason Boyd, Fred Gibson                                                                                  | –                         |
| 2. Juni 2019 – 8. Juni 2019 1 Woche (insgesamt 11) | 11                                     | JVG                                    | Ikuinen vappu | –                         |
| 9. Juni 2019 – 6. Juli 2019 4 Wochen | 4                                      | JVG                                    | Frisbee | –                         |
| 7. Juli 2019 – 17. August 2019 6 Wochen | 6                                      | Shawn Mendes & Camila Cabello          | Señorita Shawn Mendes, Camila Cabello, Andrew Wotman, Benjamin Levin, Ali Tamposi, Charlotte Emma Aitchison, Jack Patterson, Magnus August Høiberg                      | –                         |
| 18. August 2019 – 31. August 2019 2 Wochen | 2                                      | Pyhimys                                | Muistuta mua | –                         |
| 1. September 2019 – 2. November 2019 9 Wochen | 9                                      | Tones and I                            | Dance Monkey Toni Watson | –                         |
| 3. November 2019 – 9. November 2019 1 Woche (insgesamt 9) | 9                                      | Behm                                   | Hei rakas Rita Marketta Behm | –                         |
| 10. November 2019 – 23. November 2019 2 Wochen | 2                                      | Pyhimys                                | V!@%#mikko | –                         |
| 24. November 2019 – 28. Dezember 2019 5 Wochen (insgesamt 9) | 9                                      | Behm                                   | Hei rakas Rita Marketta Behm | –                         |
| 29. Dezember 2019 – 4. Januar 2020 1 Woche (insgesamt 2) | 2                                      | Mariah Carey                           | All I Want for Christmas Is You Mariah Carey, Walter Afanasieff | –                         |

## Alben
| ← 2018 ← | Liste der Nummer-eins-Hits in Finnland | Liste der Nummer-eins-Hits in Finnland | Liste der Nummer-eins-Hits in Finnland     | 2020 →                    |
| \| Zeitraum \| Wo. ges. \| Interpret \| Titel \| Zusätzliche Informationen \| \| (Zeitraum, Wochen auf Platz eins, Interpret, Titel, zusätzliche Informationen) \| \| \| \| \| \| ------------------------------------------------------------------------------ \| -------- \| -------------------------- \| ------------------------------------------ \| ------------------------- \| \| 30. Dezember 2018 – 26. Januar 2019 4 Wochen \| 4 \| Alan Walker \| Different World \| – \| \| 27. Januar 2019 – 2. Februar 2019 1 Woche \| 1 \| Remu & Hurriganes \| Last Call: Live in Helsinki \| – \| \| 3. Februar 2019 – 9. Februar 2019 1 Woche \| 1 \| Swallow the Sun \| When a Shadow Is Forced into the Light \| – \| \| 10. Februar 2019 – 16. Februar 2019 1 Woche \| 1 \| Tuomari Nurmio \| Dumari ja spuget – usvaa putkeen \| – \| \| 17. Februar 2019 – 23. Februar 2019 1 Woche \| 1 \| Beast in Black \| From Hell with Love \| – \| \| 24. Februar 2019 – 9. März 2019 2 Wochen (insgesamt 3) \| 3 \| Ville Valo & Agents \| Ville Valo & Agents \| – \| \| 10. März 2019 – 16. März 2019 1 Woche \| 1 \| Lauri Tähkä \| Meidän tulevat päivät \| – \| \| 17. März 2019 – 23. März 2019 1 Woche \| 1 \| Children of Bodom \| Hexed \| – \| \| 24. März 2019 – 30. März 2019 1 Woche (insgesamt 3) \| 3 \| Ville Valo & Agents \| Ville Valo & Agents \| – \| \| 31. März 2019 – 6. April 2019 1 Woche \| 1 \| Battle Beast \| No More Hollywood Endings \| – \| \| 7. April 2019 – 20. April 2019 2 Wochen (insgesamt 5) \| 5 \| Billie Eilish \| When We All Fall Asleep, Where Do We Go? \| – \| \| 21. April 2019 – 27. April 2019 1 Woche \| 1 \| Ellips \| Yhden naisen hautajaiset \| – \| \| 28. April 2019 – 18. Mai 2019 3 Wochen (insgesamt 5) \| 5 \| Billie Eilish \| When We All Fall Asleep, Where Do We Go? \| – \| \| 19. Mai 2019 – 25. Mai 2019 1 Woche \| 1 \| Pyhimys & Saimaa \| Olisinpa täällä \| – \| \| 26. Mai 2019 – 1. Juni 2019 1 Woche \| 1 \| Rammstein \| Unbetitelt \| – \| \| 2. Juni 2019 – 15. Juni 2019 2 Wochen \| 2 \| Gettomasa \| Diplomaatti \| – \| \| 16. Juni 2019 – 22. Juni 2019 1 Woche \| 1 \| Avicii \| Tim \| – \| \| 23. Juni 2019 – 6. Juli 2019 2 Wochen (insgesamt 6) \| 6 \| JVG \| Rata/raitti \| – \| \| 7. Juli 2019 – 13. Juli 2019 1 Woche \| 1 \| Sanni \| Trippi \| – \| \| 14. Juli 2019 – 20. Juli 2019 1 Woche (insgesamt 6) \| 6 \| JVG \| Rata/raitti \| – \| \| 21. Juli 2019 – 10. August 2019 3 Wochen \| 3 \| Ed Sheeran \| No.6 Collaborations Project \| – \| \| 11. August 2019 – 17. August 2019 1 Woche (insgesamt 6) \| 6 \| JVG \| Rata/raitti \| – \| \| 18. August 2019 – 24. August 2019 1 Woche \| 1 \| Slipknot \| We Are Not Your Kind \| – \| \| 25. August 2019 – 7. September 2019 2 Wochen (insgesamt 6) \| 6 \| JVG \| Rata/raitti \| – \| \| 8. September 2019 – 14. September 2019 1 Woche \| 1 \| Ellinoora \| Vaaleanpunainen vallankumous \| – \| \| 15. September 2019 – 5. Oktober 2019 3 Wochen \| 3 \| Post Malone \| Hollywood’s Bleeding \| – \| \| 6. Oktober 2019 – 12. Oktober 2019 1 Woche (insgesamt 3) \| 3 \| Vain elämää \| Vain elämää – Kausi 10 ensimmäinen kattaus \| – \| \| 13. Oktober 2019 – 19. Oktober 2019 1 Woche \| 1 \| Insomnium \| Heart Like a Grave \| – \| \| 20. Oktober 2019 – 2. November 2019 2 Wochen (insgesamt 3) \| 3 \| Vain elämää \| Vain elämää – Kausi 10 ensimmäinen kattaus \| – \| \| 3. November 2019 – 9. November 2019 1 Woche \| 1 \| Maustetytöt \| Kaikki tiet vievät peltolaan \| – \| \| 10. November 2019 – 7. Dezember 2019 4 Wochen \| 4 \| Vain elämää \| Vain elämää – Kausi 10 toinen kattaus \| – \| \| 8. Dezember 2019 – 14. Dezember 2019 1 Woche (insgesamt 2) \| 2 \| Vain elämää \| Vain elämää – Joulu \| – \| \| 15. Dezember 2019 – 21. Dezember 2019 1 Woche \| 1 \| Nightwish \| Decades: Live in Buenos Aires \| – \| \| 22. Dezember 2019 – 28. Dezember 2019 1 Woche (insgesamt 2) \| 2 \| (Verschiedene Interpreten) \| Volume \| – \| \| 29. Dezember 2019 – 4. Januar 2020 1 Woche (insgesamt 2) \| 2 \| Vain elämää \| Vain elämää – Joulu \| – \| |                                        |                                        |                                            |                           |
| ← 2018 |                                        |                                        |                                            | → 2020 →                  |
| Zeitraum | Wo. ges.                               | Interpret                              | Titel                                      | Zusätzliche Informationen |
| (Zeitraum, Wochen auf Platz eins, Interpret, Titel, zusätzliche Informationen) |                                        |                                        |                                            |                           |
| 30. Dezember 2018 – 26. Januar 2019 4 Wochen | 4                                      | Alan Walker                            | Different World                            | –                         |
| 27. Januar 2019 – 2. Februar 2019 1 Woche | 1                                      | Remu & Hurriganes                      | Last Call: Live in Helsinki                | –                         |
| 3. Februar 2019 – 9. Februar 2019 1 Woche | 1                                      | Swallow the Sun                        | When a Shadow Is Forced into the Light     | –                         |
| 10. Februar 2019 – 16. Februar 2019 1 Woche | 1                                      | Tuomari Nurmio                         | Dumari ja spuget – usvaa putkeen           | –                         |
| 17. Februar 2019 – 23. Februar 2019 1 Woche | 1                                      | Beast in Black                         | From Hell with Love                        | –                         |
| 24. Februar 2019 – 9. März 2019 2 Wochen (insgesamt 3) | 3                                      | Ville Valo & Agents                    | Ville Valo & Agents                        | –                         |
| 10. März 2019 – 16. März 2019 1 Woche | 1                                      | Lauri Tähkä                            | Meidän tulevat päivät                      | –                         |
| 17. März 2019 – 23. März 2019 1 Woche | 1                                      | Children of Bodom                      | Hexed                                      | –                         |
| 24. März 2019 – 30. März 2019 1 Woche (insgesamt 3) | 3                                      | Ville Valo & Agents                    | Ville Valo & Agents                        | –                         |
| 31. März 2019 – 6. April 2019 1 Woche | 1                                      | Battle Beast                           | No More Hollywood Endings                  | –                         |
| 7. April 2019 – 20. April 2019 2 Wochen (insgesamt 5) | 5                                      | Billie Eilish                          | When We All Fall Asleep, Where Do We Go?   | –                         |
| 21. April 2019 – 27. April 2019 1 Woche | 1                                      | Ellips                                 | Yhden naisen hautajaiset                   | –                         |
| 28. April 2019 – 18. Mai 2019 3 Wochen (insgesamt 5) | 5                                      | Billie Eilish                          | When We All Fall Asleep, Where Do We Go?   | –                         |
| 19. Mai 2019 – 25. Mai 2019 1 Woche | 1                                      | Pyhimys & Saimaa                       | Olisinpa täällä                            | –                         |
| 26. Mai 2019 – 1. Juni 2019 1 Woche | 1                                      | Rammstein                              | Unbetitelt                                 | –                         |
| 2. Juni 2019 – 15. Juni 2019 2 Wochen | 2                                      | Gettomasa                              | Diplomaatti                                | –                         |
| 16. Juni 2019 – 22. Juni 2019 1 Woche | 1                                      | Avicii                                 | Tim                                        | –                         |
| 23. Juni 2019 – 6. Juli 2019 2 Wochen (insgesamt 6) | 6                                      | JVG                                    | Rata/raitti                                | –                         |
| 7. Juli 2019 – 13. Juli 2019 1 Woche | 1                                      | Sanni                                  | Trippi                                     | –                         |
| 14. Juli 2019 – 20. Juli 2019 1 Woche (insgesamt 6) | 6                                      | JVG                                    | Rata/raitti                                | –                         |
| 21. Juli 2019 – 10. August 2019 3 Wochen | 3                                      | Ed Sheeran                             | No.6 Collaborations Project                | –                         |
| 11. August 2019 – 17. August 2019 1 Woche (insgesamt 6) | 6                                      | JVG                                    | Rata/raitti                                | –                         |
| 18. August 2019 – 24. August 2019 1 Woche | 1                                      | Slipknot                               | We Are Not Your Kind                       | –                         |
| 25. August 2019 – 7. September 2019 2 Wochen (insgesamt 6) | 6                                      | JVG                                    | Rata/raitti                                | –                         |
| 8. September 2019 – 14. September 2019 1 Woche | 1                                      | Ellinoora                              | Vaaleanpunainen vallankumous               | –                         |
| 15. September 2019 – 5. Oktober 2019 3 Wochen | 3                                      | Post Malone                            | Hollywood’s Bleeding                       | –                         |
| 6. Oktober 2019 – 12. Oktober 2019 1 Woche (insgesamt 3) | 3                                      | Vain elämää                            | Vain elämää – Kausi 10 ensimmäinen kattaus | –                         |
| 13. Oktober 2019 – 19. Oktober 2019 1 Woche | 1                                      | Insomnium                              | Heart Like a Grave                         | –                         |
| 20. Oktober 2019 – 2. November 2019 2 Wochen (insgesamt 3) | 3                                      | Vain elämää                            | Vain elämää – Kausi 10 ensimmäinen kattaus | –                         |
| 3. November 2019 – 9. November 2019 1 Woche | 1                                      | Maustetytöt                            | Kaikki tiet vievät peltolaan               | –                         |
| 10. November 2019 – 7. Dezember 2019 4 Wochen | 4                                      | Vain elämää                            | Vain elämää – Kausi 10 toinen kattaus      | –                         |
| 8. Dezember 2019 – 14. Dezember 2019 1 Woche (insgesamt 2) | 2                                      | Vain elämää                            | Vain elämää – Joulu                        | –                         |
| 15. Dezember 2019 – 21. Dezember 2019 1 Woche | 1                                      | Nightwish                              | Decades: Live in Buenos Aires              | –                         |
| 22. Dezember 2019 – 28. Dezember 2019 1 Woche (insgesamt 2) | 2                                      | (Verschiedene Interpreten)             | Volume                                     | –                         |
| 29. Dezember 2019 – 4. Januar 2020 1 Woche (insgesamt 2) | 2                                      | Vain elämää                            | Vain elämää – Joulu                        | –                         |